# Polandball

Postać tytułowa – Polandball – reprezentująca Polskę w odwróconych barwach polskiej flagi

Polandball (w przypadku kulek z flagami innych państw znany jako Countryball) – mem internetowy zapoczątkowany przez użytkowników niemieckiego imageboardu krautchan.net w drugiej połowie 2009 roku. Mem ma formę komiksów internetowych (często przerabianych na animacje), wyśmiewających narodowe stereotypy i relacje między państwami, w których poszczególne państwa zostały przedstawione jako kuliste postacie, często posługujące się łamanym angielskim. Mimo satyrycznego podłoża wydźwięk hasztagu #polandball jest uważany za neutralny. Między innymi dzięki Polandball powstały Countryhumans.

## Tło

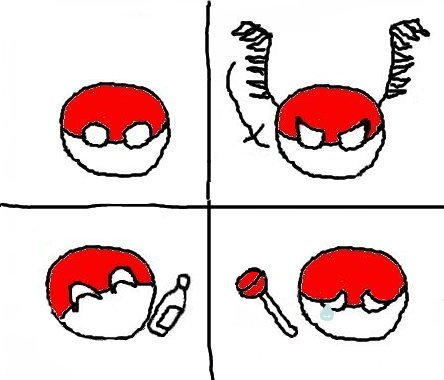
Forma rysowania oczu to główny sposób wyrażania emocji; kulki nie mają ani źrenic, ani brwi, brak im też rąk, nóg i ust

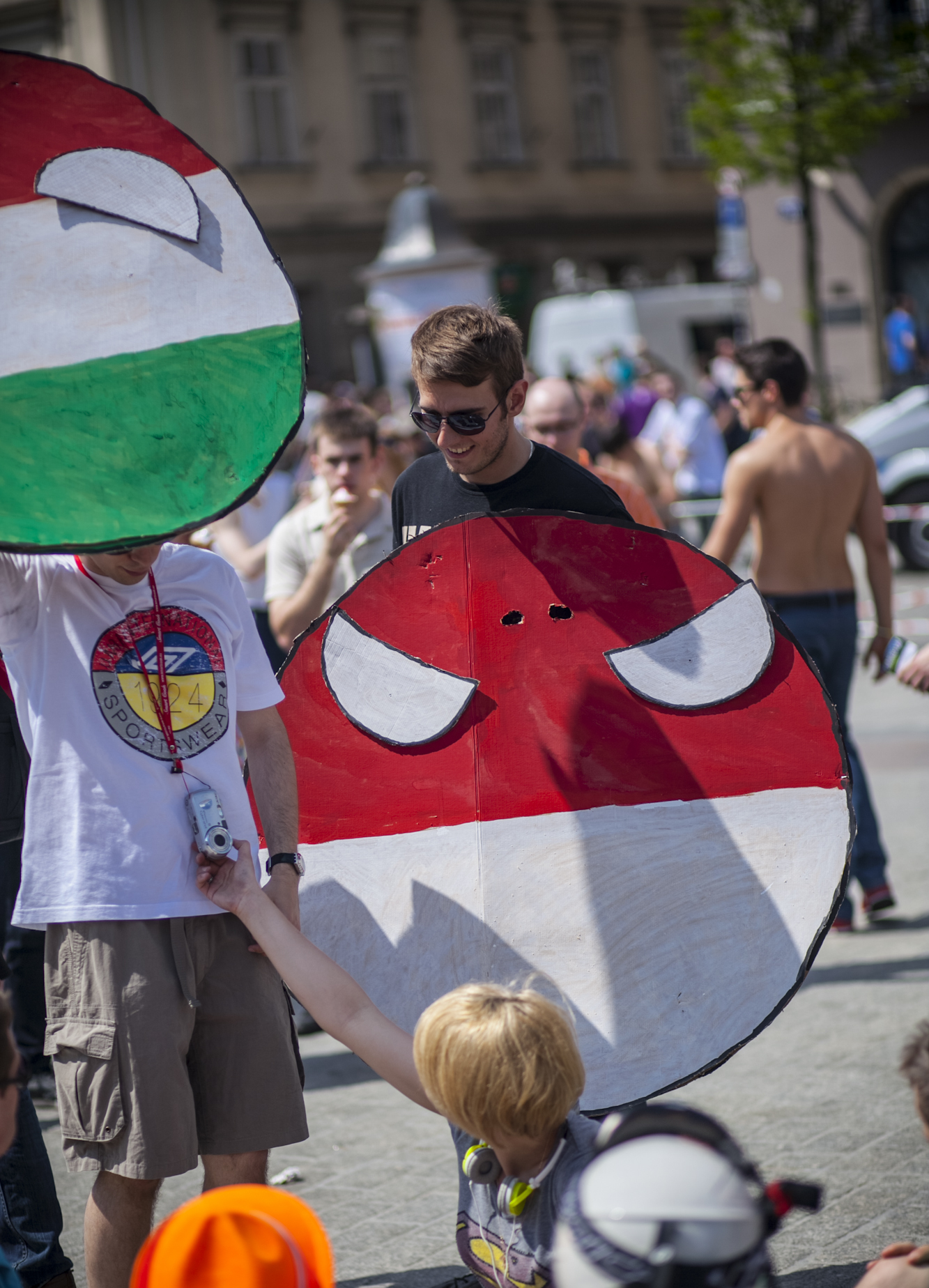
Uczestnik Juwenaliów krakowskich z makietą Polandball (2013)

Krautchan.net to niemieckojęzyczny imageboard, którego dział /int/ jest odwiedzany także przez anglojęzycznych użytkowników Internetu. Zapoczątkowanie memu Polandball zostało przypisane Brytyjczykowi z /int/ o pseudonimie Falco, który we wrześniu 2009 stworzył pierwszy mem używając Microsoft Paint, aby w ten sposób sprowokować Polaka z tego samego forum, który udzielał się pisząc łamanym angielskim. Według redaktora Wojciecha Orlińskiego, analizującego fenomen Polandballa w „Gazecie Wyborczej”, w tworzenie grafik włączyli się również obecni na forum użytkownicy z Rosji.
Niektóre źródła podają także, że Polandball ma swoje źródło w wojnie toczącej się między polskimi użytkownikami internetu a „resztą świata” na łamach serwisu drawball.com. Strona ta pozwala na rysowanie przez wiele osób na kole wyświetlanym na stronie. Polscy internauci postanowili narysować tam flagę Polski z napisem „POLSKA” na środku. Gdy do akcji włączyło się setki tysięcy Polaków z serwisu społecznościowego Nasza klasa, rzecz się ostatecznie powiodła, ale potem na rysunku pojawiła się swastyka, będąca odpowiedzią „reszty świata”. Historia ta miała zainspirować Falca do stworzenia pierwszego komiksu z wykorzystaniem memu Polandball.

Morał z tej historii jest taki, że zanim ktoś się poskarży na to, że „Polandballe” nas ośmieszają, niech pomyśli, jak bardzo ośmieszyli nas patrioci z Naszej klasy.

## Rozgłos
Według serwisu Google Trends zainteresowanie memem rosło, zwłaszcza od początku 2013 roku, aby na przełomie lat 2014/2015 osiągnąć swój szczyt, po czym zaczęło łagodniej opadać (stabilizując się na wartości ok. 50% zapytań z czasu szczytu). Najwięcej zapytań pochodzi z Polski oraz (kolejno) z Finlandii, Szwecji i Kanady.
Komiks Countryballs (Polandball) został opisany w pracy poświęconej fenomenowi memów internetowych i wydanej w 2013 oraz w książce o fenomenach internetowych z 2015 roku. Zjawisko memów Polandball było przedmiotem badań na Uniwersytecie Wrocławskim. Referat na ten temat został przedstawiony podczas konferencji Teksty kultury uczestnictwa, zorganizowanej przez Centrum Humanistyki Cyfrowej Instytutu Badań Literackich PAN i Komitet Nauk o Literaturze PAN, która odbyła się w 2013 roku. Referat Polandball. Dlaczego memy śmieją się z polskiej historii? wygłosił Paweł Lewandowski, który stwierdził, że ten popularny w globalnej cyberkulturze mem stanowi potencjalnie interesujący temat badań dla badaczy kultury jako forma twórczości internetowej mikrowspólnot interpretacyjnych. Zastanawiał się także, która z dwóch postaw: współ-śmiech lub oburzenie, jest właściwsza wobec tego typu zjawiska.
Polandball pojawia się jako przykład jednego z memów będących reakcją na akcję kampanii „Dlaczego nie zainwestowałeś w Polsce Wschodniej”.

## Tematy i wygląd

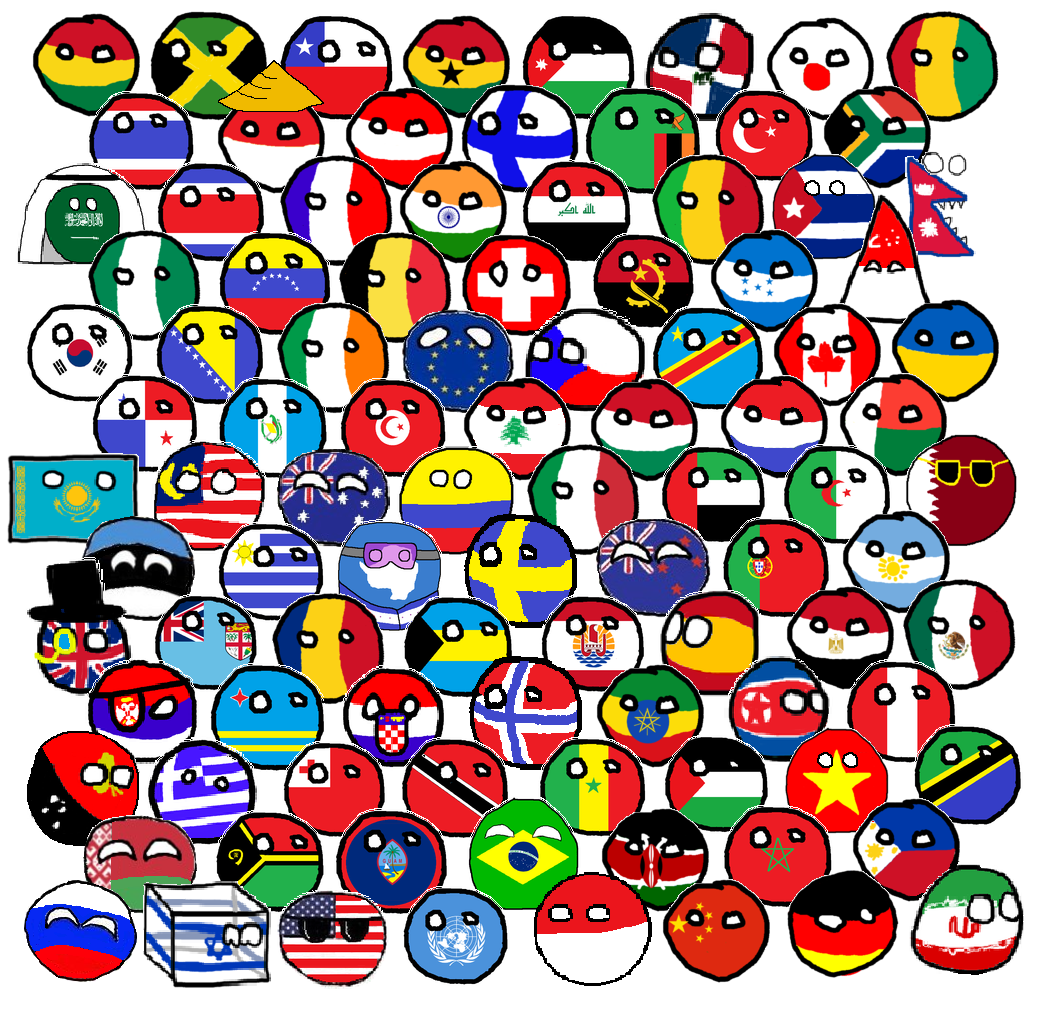
Zbiór wybranych countryballi

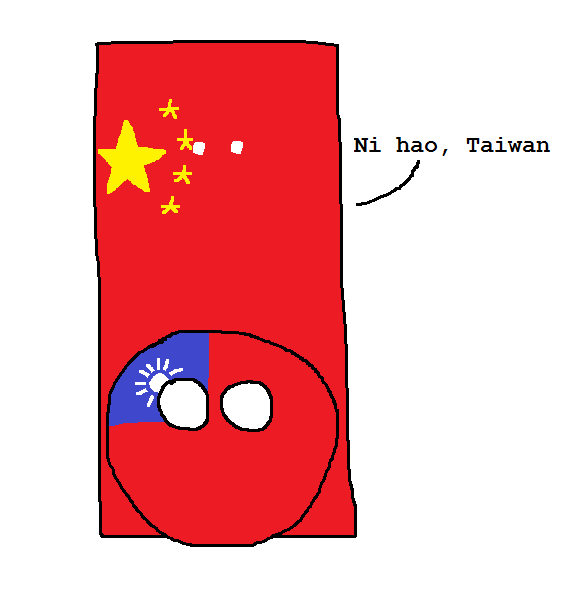
Czasami, by podkreślić szczególną potęgę postaci przedstawia się ją jako wielki prostokąt, co stanowi odniesienie do postaci Reichtangle

Polandball i wzorowane na nim symboliczne przedstawienia innych państw to głównie kółka w barwach ich flag. W przypadku Polski barwy są jednak odwrócone, co interpretuje się jako reakcję Falca na zarzuty o mylenie pojęć symbolizujących Polskę z symbolami innych krajów.
Komiks internetowy Polandball ukazuje Polskę, jej historię i relacje z innymi krajami oraz narodowe stereotypy, skupiając się na polskiej megalomanii oraz kompleksach. Dialogi pomiędzy countryballami są zazwyczaj pisane w łamanej angielszczyźnie i slangu internetowym, przypominającym ten używany w lolcatach. Polandball często zostaje przedstawiony, gdy łka.
W jednym z odcinków komiksu, który rozpoczynał się informacją o tym, że na Ziemię wkrótce spadnie gigantyczny meteor, wszystkie kraje przeniosły się na orbitę okołoziemską. Na Ziemi pozostała jedynie Polska, która rozpłakała się i łamaną angielszczyzną wypowiedziała frazę Poland cannot into space („Polska nie umieć w kosmos”).

## Inne countryballe
W komiksach Polandball występują też inne państwa. Te komiksy także nazywają się Polandball, lecz znane są też pod nazwą Countryball.
Według Lurkmore.to swój własny rysunek ma między innymi Bawaria, osobne wizerunki zostały również stworzone dla poszczególnych stanów Ameryki, Katalonii czy Syberii. Singapur w komiksie przybrał kształt trójkąta i został nazywany „Tringapore”, Bermudy także przybrały formę trójkąta i zostały nazwane „Bermudatriangle”, Chile ze względu na kształt państwa przybrało formę dżdżownicy i zostało nazwane „Chileworm”, Izrael otrzymał formę sześcianu (został nazwany „Israelcube”), a Kazachstan – kształt cegły (nazwa to „Kazakhbrick”). Podobnie jest również w przypadku II Rzeszy Niemieckiej, jednak tu została ona przedstawiona w postaci prostokąta (nazwa to „Reichtangle”), choć bywa, że kształt ten przyjmują inne potężne państwa.

## Charakterystyka wybranych countryballi
Źródła
| Postać      | Kraj reprezentowany                         | Atrybuty, wygląd                                                                   | Charakter | Ilustracja |
| ----------- | ------------------------------------------- | ---------------------------------------------------------------------------------- | --- | ---------- |
| Polandball  | Polska                                      | skrzydła husarskie, przepychacz, kolory flagi są odwrócone (choć bywają wyjątki)   | Polska bardzo często przedstawiana jest jako pracownik Wielkiej Brytanii czyszczący toalety przepychaczem. Używa wielu polskich słów (zwłaszcza przekleństw), nazywając również inne kraje po polsku. Polskę bardzo boli fakt, że nie może się ona dostać w kosmos. Jest megalomanem, przekonanym o swojej wielkości. Jest bardzo dumny ze swojej przeszłości jako I Rzeczpospolita,co podkreśla przez zakładanie skrzydeł husarskich. Bardzo często okazuje się, że waleczna Polska nie potrafi osiągnąć swoich celów, przez co zazwyczaj płacze lub pije wódkę. Nie jest zbyt inteligentny. Jest gorliwym katolikiem. Boi się Reichtangle, nie lubi Rosji, a jego najlepszym przyjacielem są Węgry. Poprzez swoje odwrócone kolory bywa mylony z Indonezją i Monako.                                                                                           |            |
| USAball     | Stany Zjednoczone                           | okulary przeciwsłoneczne, USAball jest trochę większy od pozostałych przez otyłość | USA jest święcie przekonany o własnej wspaniałości i tym, że jest fajny. Stara się rozprzestrzeniać demokrację na cały świat, bardzo często drogą zbrojną. Często korzysta z siły, szczególnie lubi grozić użyciem broni jądrowej. Nie jest zbyt mądry. Jest bardzo bogaty. Jego obsesją jest walka z terrorystami i poszukiwanie ropy naftowej, a gdy jakieś państwo natrafi na jej zasoby, USA decyduje się go „wyzwolić”. Często powtarza słowo freedom. Je bardzo dużo śmieciowego jedzenia. Jego najbliższym przyjacielem jest Kanada, a z wrogością odnosi się do Rosji. Jest wystraszony po klęsce w Wietnamie. |            |
| Russiaball  | Rosja                                       | uszanka, butelka wódki, AK-47, jest większy od wszystkich innych postaci           | Sadystyczny, dumny imperialista, dążący do podporządkowania sobie Ukrainy i Polski. Uważa się za wielkie mocarstwo i najpotężniejsze państwo świata. Wciąż boli go rozpad ZSRR, którego jest spadkobiercą (a także kolejnym wcieleniem). W głębi duszy pozostaje komunistą. Za nic ma demokrację, jest homofobem. Podkreśla, że uwielbia Putina. Pije dużo wódki. Rywalizuje z USA i drażni państwa Unii Europejskiej, jego wiernym poddanym jest Białoruś. Jedynym krajem, którego Rosja się panicznie boi jest Finlandia (po wojnie zimowej). |            |
| Germanyball | Niemcy                                      | brak                                                                               | Niemcy to przywódca Unii Europejskiej (choć rolę tę dzieli z Francją). To on jest najbogatszym ze wszystkich państw UE, które regularnie proszą go o zapomogę (przoduje w tym Grecja, której Niemcy ciągle przypominają, by spłaciła długi). Niemcy to poważny i pozbawiony poczucia humoru pracoholik. Kocha piwo. Niemcy jest jedną z najsilniejszych postaci, rozmawia z Rosją jak równy z równym. Niemcy bardzo wstydzi się swojej przeszłości jako III Rzeszy i stał się bardzo tolerancyjny oraz bardzo żałuje swoich czynów, których Polska nigdy mu nie wybaczyła. Często daje znać o swojej mocarstwowej przeszłości, np. zmieniając się w Reichtangle. Wszelkie akty patriotyzmu Niemiec są uznawane za przejaw odradzającego się nazizmu. Mówi językiem z wieloma naleciałościami niemieckimi, a do innych państw zwraca się ich niemieckimi nazwami. |            |
| Franceball  | Francja                                     | biała flaga, czapka Napoleona                                                      | Uważa się za potężnego, choć w rzeczywistości jest jednym z najsłabszych państw. Udaje walecznego, jednak zawsze poddaje się bez walki. Jest jednym z przywódców UE i blisko współpracuje z Niemcami, którego w głębi duszy wciąż się boi. Przyjmuje dużo imigrantów i stara się być bardzo tolerancyjny. |            |
| UKball      | Wielka Brytania                             | filiżanka herbaty, monokl, cylinder                                                | To dumny i wyniosły arystokrata, który nie zauważył, że nie jest już mocarstwem, za jakie wciąż się uważa. Patrzy na wszystkich (zwłaszcza na Polskę) z góry. Prawie zawsze zachowuje stoicki spokój i niezbyt interesuje się tym, co dzieje się w Europie. Uważa się za zwierzchnika USA i Kanady, których jest starszym krewnym (najczęściej ojcem). |            |
| Japanball   | Japonia                                     | kocie uszy, katana                                                                 | Po klęsce w II Wojnię światowej i latach amerykańskiej okupacji Japonia, dawniej agresywna, poważna i honorowa zmieniła się nie do poznania. Zupełnie straciła zdolności wojskowe. Jest bardzo spokojna, życzliwa i trochę nieśmiała, przez co stara się być kawaii. Jest potęgą technologiczną oraz pracoholikiem. To fanatyk anime, którym fascynuje się USA. Używa wielu japońskich słów oraz tytułów grzecznościowych. |            |
| Chinaball   | CHRL                                        | czapka z czerwoną gwiazdą lub kapelusz stożkowy, większy od innych postaci         | Imperialista dążący do podboju Tajwanu, który gospodarczo uzależnia od siebie świat. Złowrogi i podstępny, a przy tym bardzo pracowity. Regularnie zaprzecza wszystkim swoim zbrodniom. Jest komunistą. Śmiertelny wróg Japonii i rywal USA. |            |
| Serbiaball  | Serbia                                      | godło przerobione na opaskę na oko czapka wojskowa, harmonia, karabin              | Spadkobierca Jugosławii i jej kolejne wcielenie, jedna z najbardziej agresywnych postaci. Skłonny do przemocy i popełniania zbrodni. Ma obsesję na punkcie odzyskania Kosowa (mówi często Kosovo je Srbija!) i jest islamofobem. Jego największym wrogiem jest Turcja, bez przerwy powtarza słowa remove kebab. |            |
| Canadaball  | Kanada                                      | czapka z futra szopa                                                               | Jest do przesady grzeczny i za wszystko przeprasza. Jest sympatyczny i pomocny, oraz bardzo tolerancyjny. Kocha hokej i poutine. Stara się dbać o USA, z którym spędza mnóstwo czasu i jest wierny Wielkiej Brytanii. |            |
| Greeceball  | Grecja                                      | obdarte ubrania żebracze                                                           | W memach często pojawia się motyw żądania przez Niemcy spłaty olbrzymich długów Grecji. Grecja nie zamierza tego zrobić, jednak wciąż prosi o kolejne pieniądze, na co Niemcy reaguje gniewem. Boi się Niemiec. Jest bardzo biedny, jego gospodarka kuleje, a sam jest bardzo rozrzutny i marnuje wszelkie pieniądze. Jest również niebywale leniwy. |            |
| Reichtangle | Cesarstwo Niemieckie lub przyszłość Niemiec | dużo większy od innych państw prostokąt                                            | Reichtangle jest drugą osobowością Niemiec, którym próbuje zawładnąć. Jego życiowym celem jest aneksja Polski (którą wita słowami Guten tag, Polen) oraz reszty świata. Często powtarza słowo „Anschluss”. Bardzo często straszy Polskę. Jest najsilniejszą z postaci i głównym czarnym charakterem. |            |
| Israelcube  | Izrael                                      | sześciokąt często przezroczysty                                                    | Izrael jest przedstawiony jako często przepraszany przez Niemcy sześcian, rzadko się odzywa. |            |
| CAR         | Republika Środkowoafrykańska                | Kółka samochodowe                                                                  | Republika Środkowoafrykańska przedstawiana jest jako countryball z kółkami samochodowymi co pochodzi od pierwszych liter angielskiej nazwy tego kraju C jak Central, A jak African, R jak Republic i wychodzi słowo CAR. |            |

## Przykładowe memy dotyczące countryballi

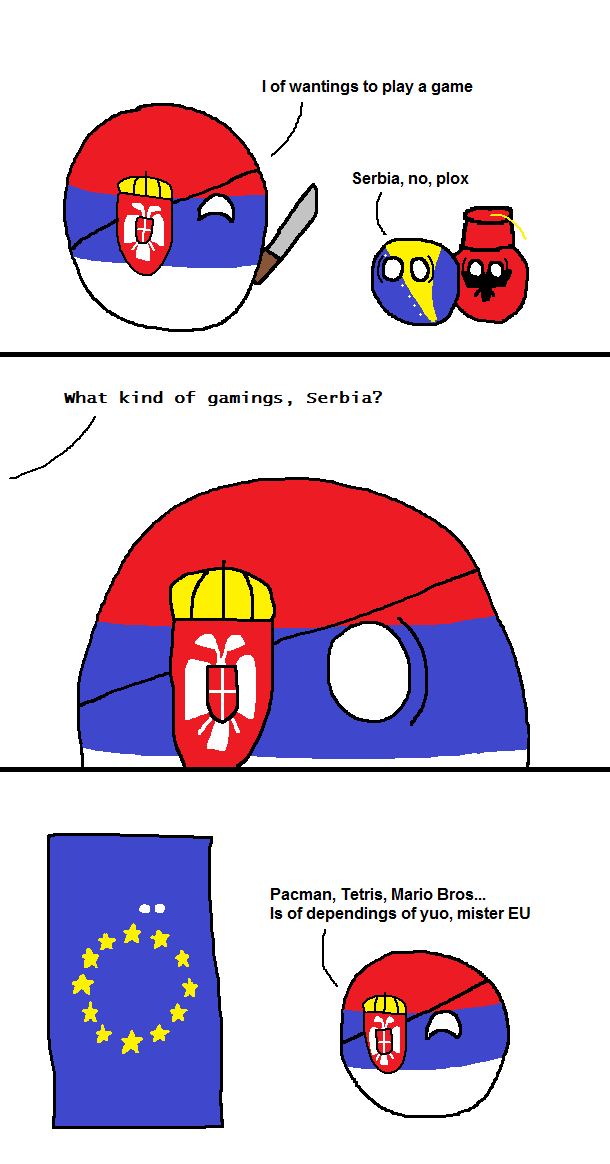
Serbia ball chcący dokonać zbrodni na muzułmanach powstrzymany przez Unię Europejską udaje, że nic się nie stało.
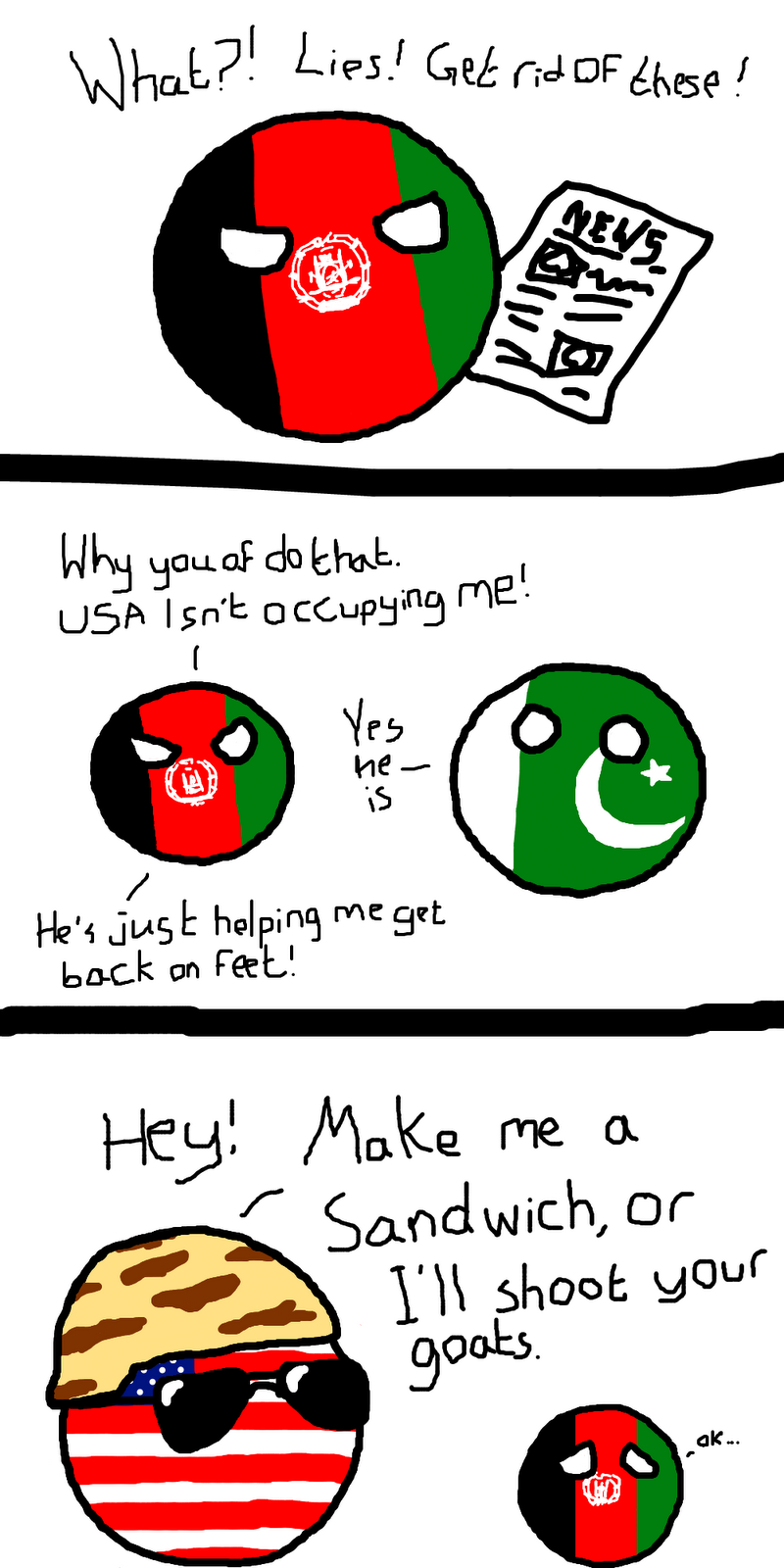
Afghanistanball uważa, że nie znajduje się pod okupacją USAballa, choć ten traktuje go jak służącego i grozi mu.
Animacja przedstawiająca przeistoczenie się Germanyballa w Reichtangle pod wpływem nieustannych próśb biedniejszych państw o dofinansowanie ich.
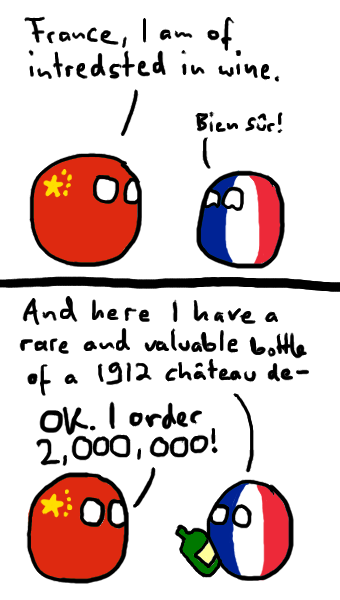
Chinaball ma ponad miliard mieszkańców, więc nie rozumie państw mających ich mniej.
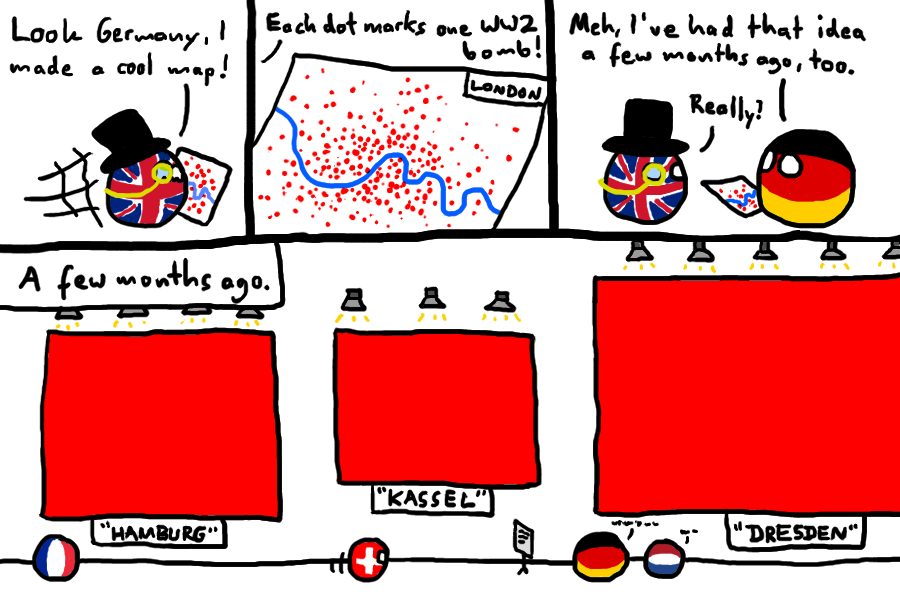
UKball chwali się mapą z zaznaczonymi zniszczonymi przez niemieckie bombardowania Londynu budynkami, podczas gdy Germanyball odpowiada mu mapami całkowitego zniszczenia miast niemieckich.
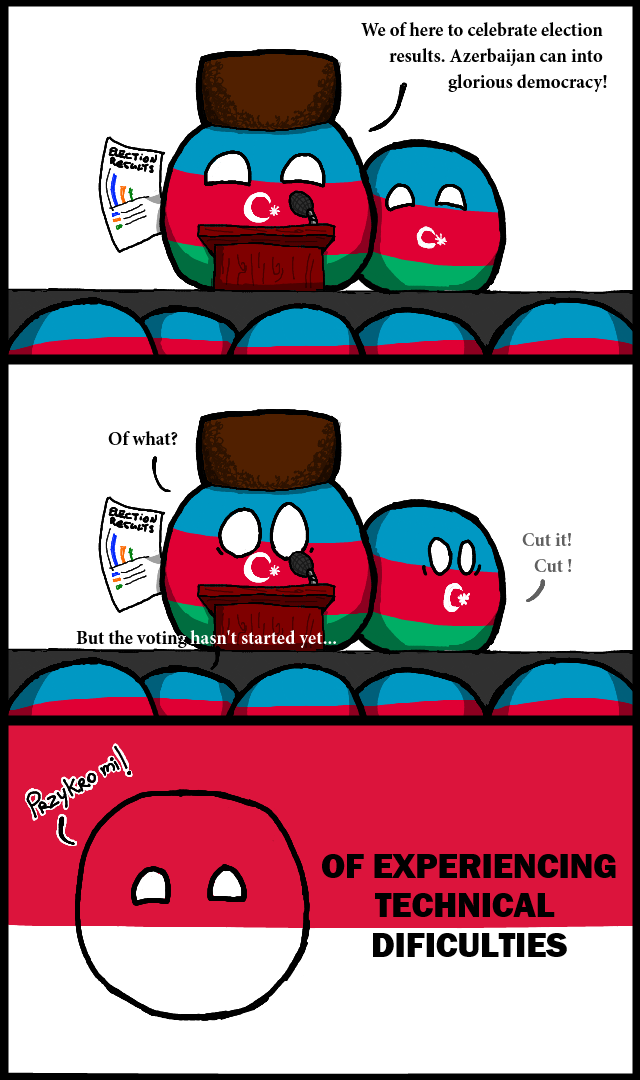
Komiks będący satyrą na wydarzenie w Azerbejdżanie, gdy wyniki sfałszowanych wyborów upubliczniono przed ich rozpoczęciem.
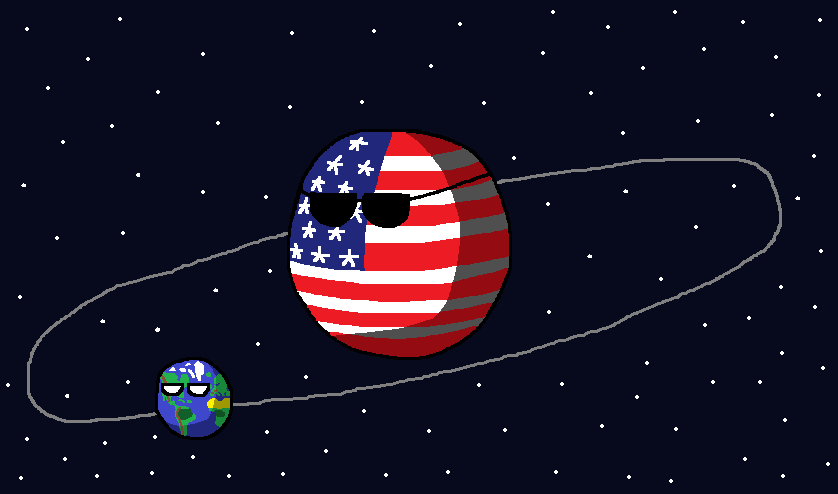
Świat kręcący się wokół USAballa jako satyra na hegemonię Stanów Zjednoczonych na świecie.
Animacja wyśmiewająca wieczną neutralność Szwajcarii, zwłaszcza w okresie II wojny światowej.
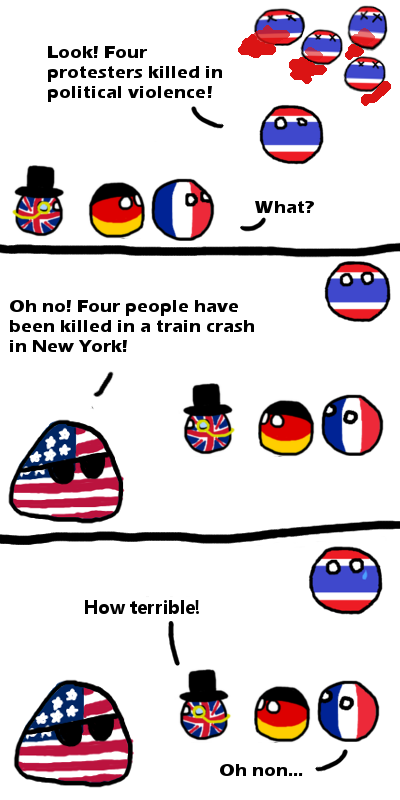
Państwa europejska bardziej zainteresowane są wypadkiem w USA, niż pacyfikacją protestów w Tajlandii – satyra na skupienie się Europy na Stanach Zjednoczonych i ignorowanie reszty świata.
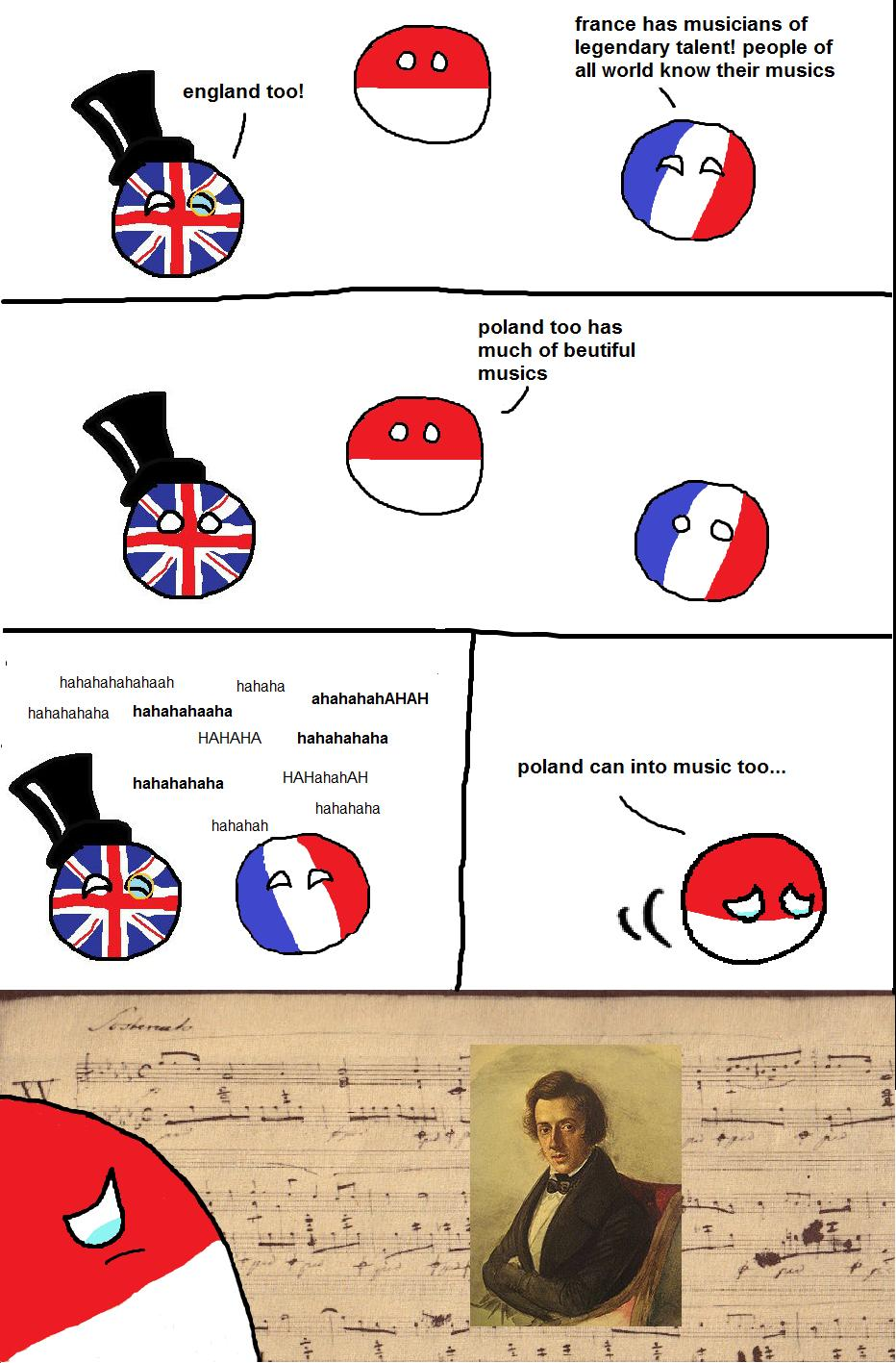
UKball i Franceball wyśmiewają Polandballa, gdy ten stwierdza, że Polacy również potrafią tworzyć wspaniałą muzykę – obrazuje to brak świadomości innych państw tego, jak Polska przyczyniła się do rozwoju kultury światowej.
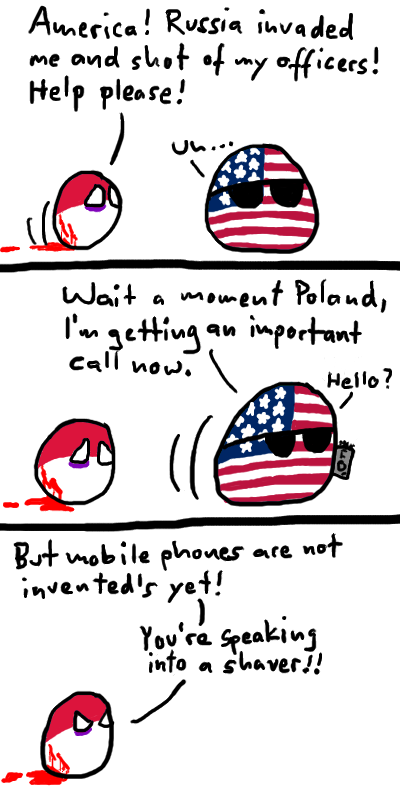
USAball udaje, że nie słyszy Polandballa mówiącego mu o zbrodni katyńskiej. Autor memu wyśmiewa przemilczenie radzieckich zbrodni przez aliantów podczas II wojny światowej, by nie drażnić ZSRR.
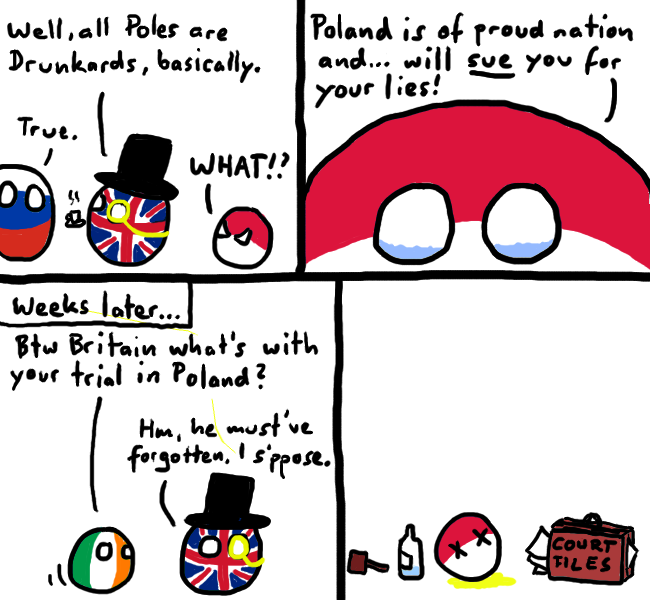
Russiaball i UKball wyśmiewają się z Polandballa, że jest pijakiem. Ten jest oburzony i podaje ich do sądu. Sprawę przegrywa i upija się do nieprzytomności.
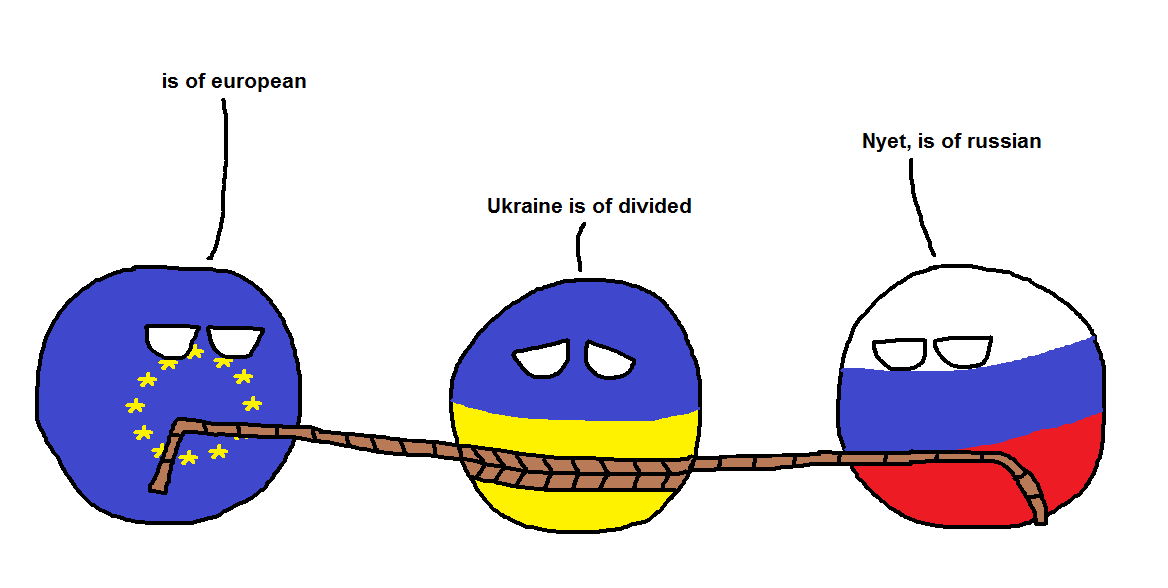
Obrazek ukazujący podziały w społeczeństwie ukraińskim – zarówno dążenia prozachodnie, prounijne, jak i prorosyjskie.
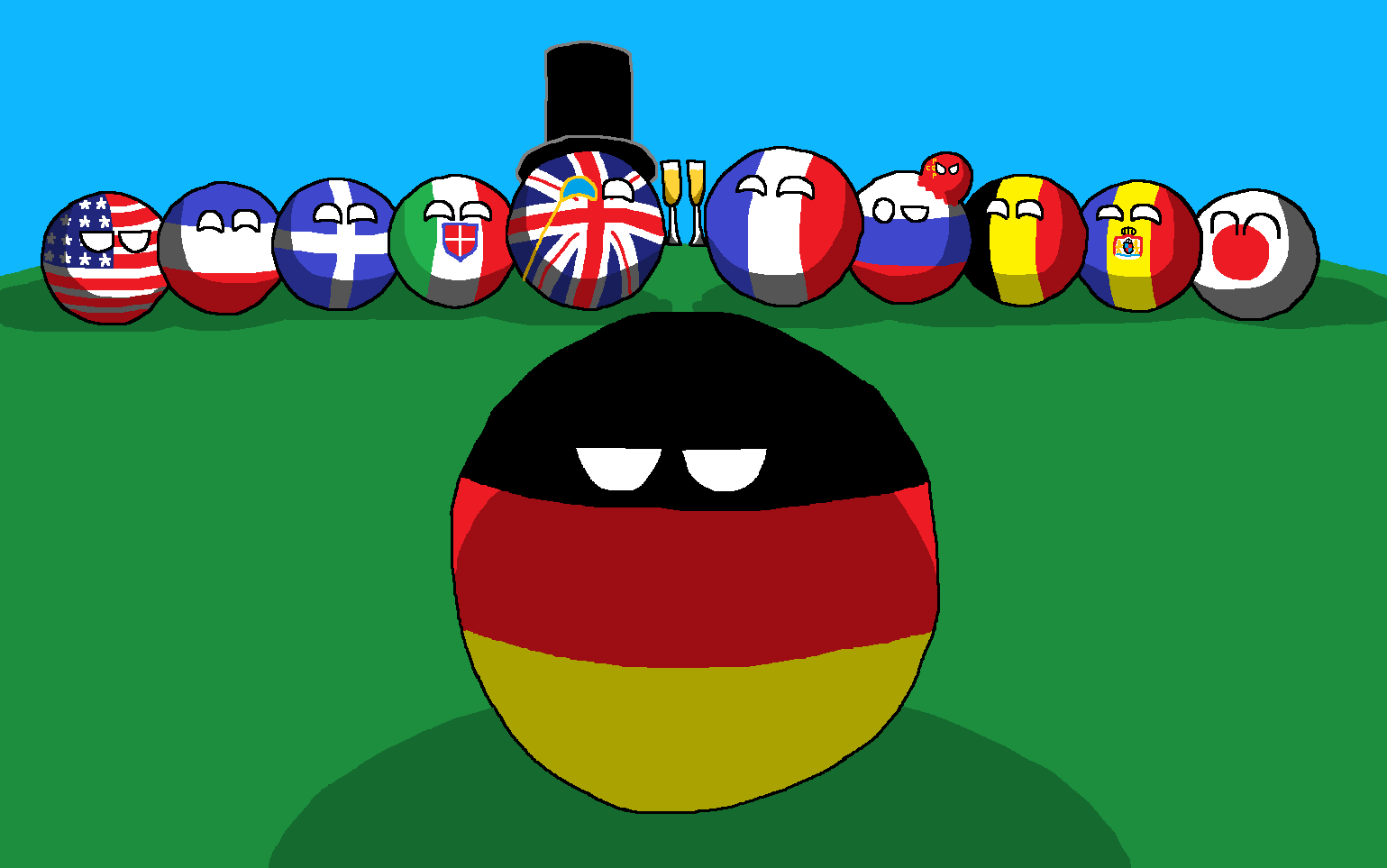
Pozbawiony tekstu obrazek ukazujący świat szczęśliwy po podpisaniu traktatu wersalskiego i gniewnie spoglądającą Republikę Weimarską. Z Rosji wychodzi Rosja Radziecka, co symbolizuje rewolucję.
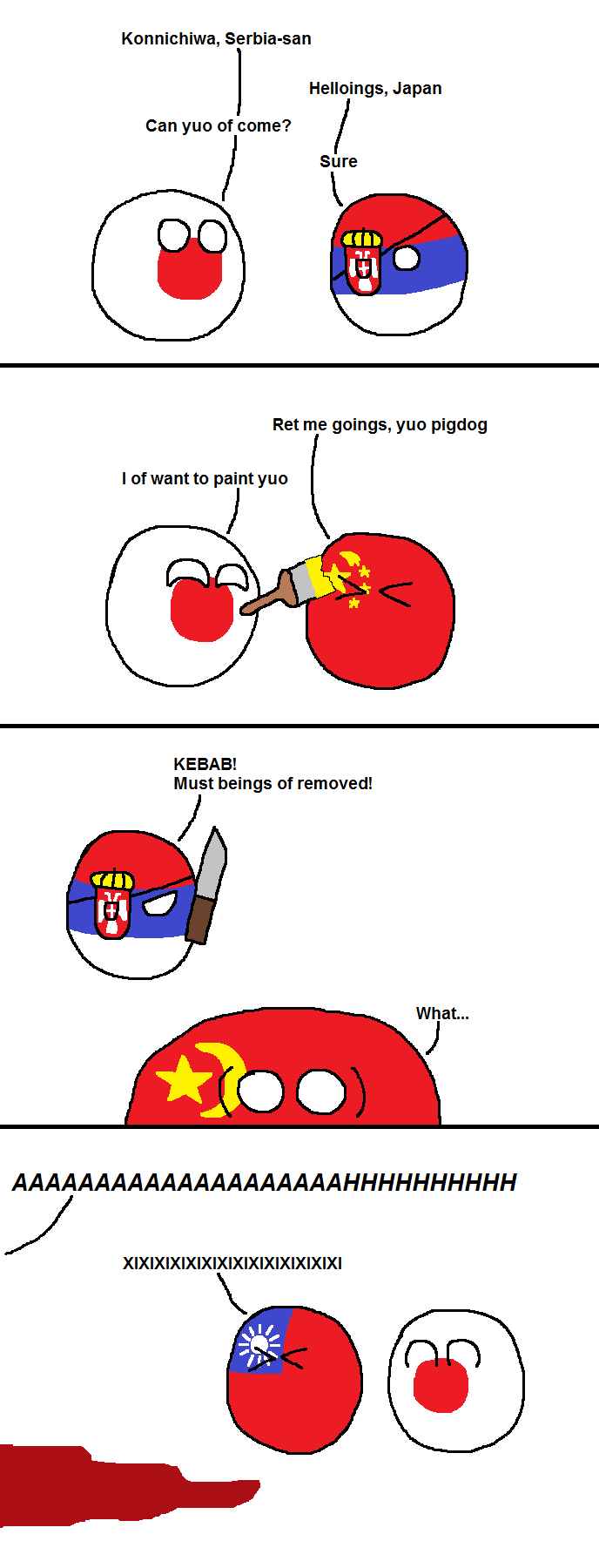
Japanball zaprasza Serbiaballa do Azji. Nim ten się pojawia, Japanball maluje na Chinaballu flagę muzułmańską. Serbiaball wpada w szał i bestalsko morduje Chinaballa, którego wrogowie – Japanball i Taiwanball śmieją się radośnie.
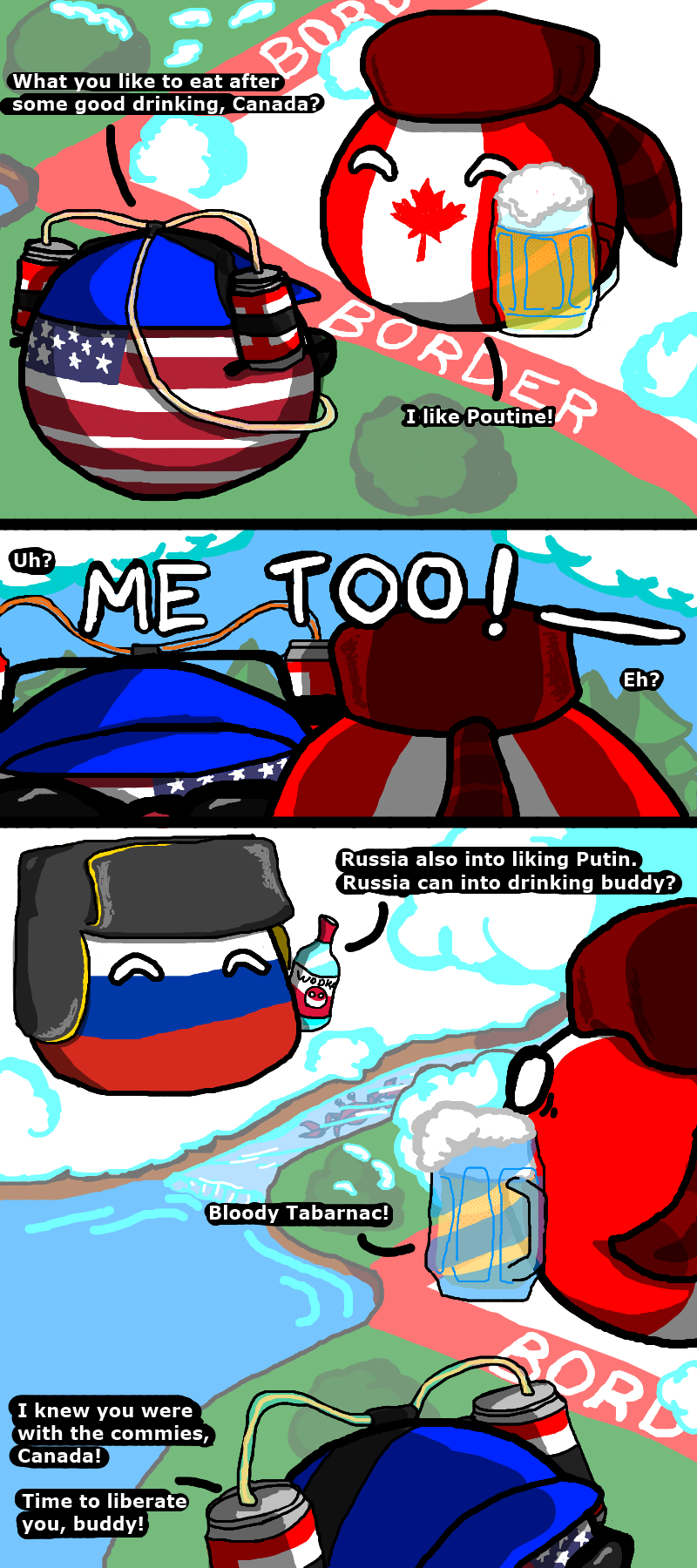
Canadaball chwali się USAballowi swoją miłością do poutine. Russiaball cieszy się, gdyż przesłyszał się i usłyszał „Putin” i oferuje Canadaballowi przyjaźń. USAball uznaje Canadballa za komunistę i szykuje się do „wyzwolenia” go.
Animacja przedstawiająca Greeceballa, któremu Germanyball po raz kolejny przypomina o konieczności spłaty długów – jeden z najczęściej pojawiających się w komiksach motywach.
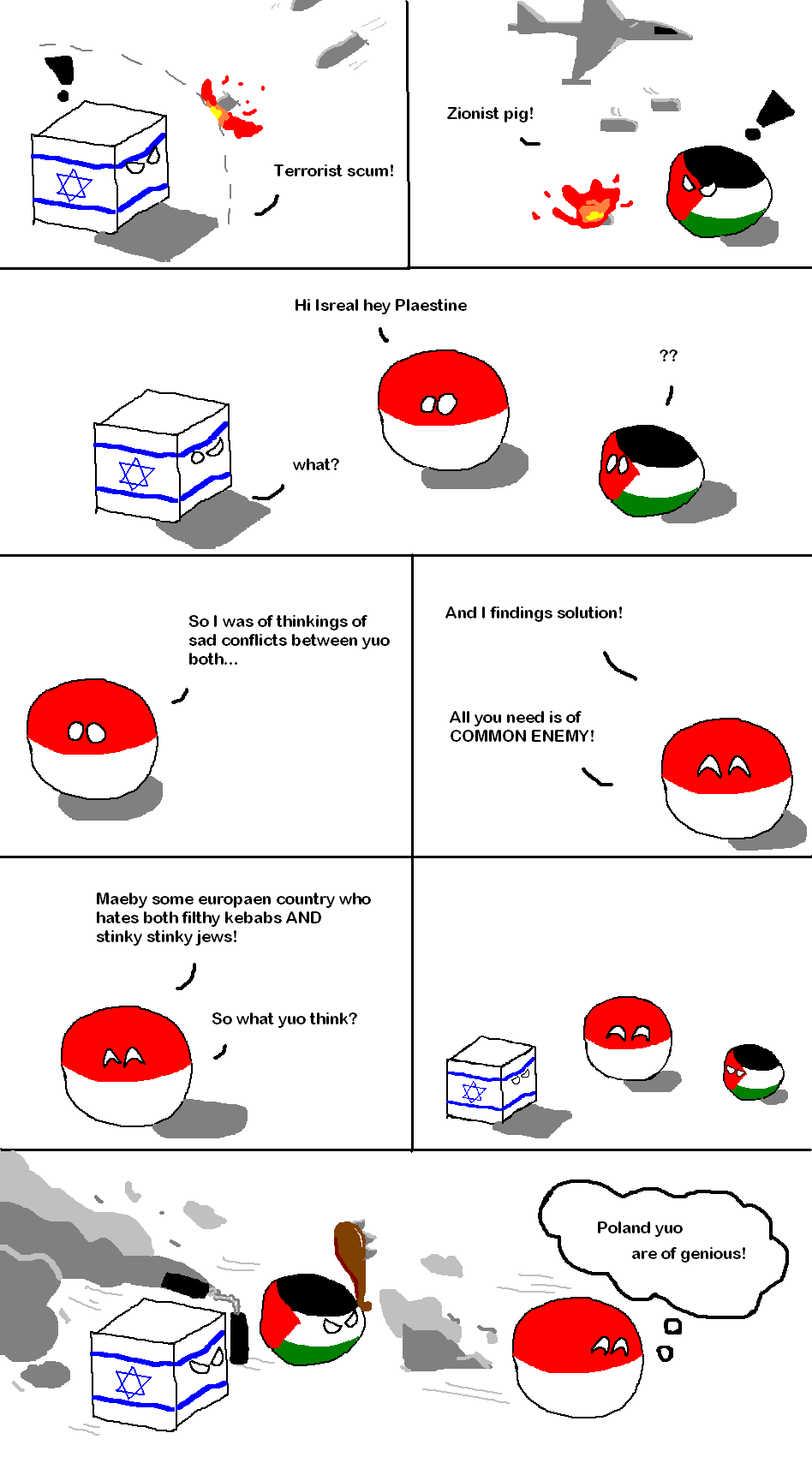
Polandball postanawia rozwiązać konflikt izraelsko-palestyński. Proponuje walczącym stronom zjednoczenie się przeciw wspólnemu wrogowi, jakim ma być on sam, jako antysemita i islamofob. Plan się udaje, a Polandball jest z siebie dumny.
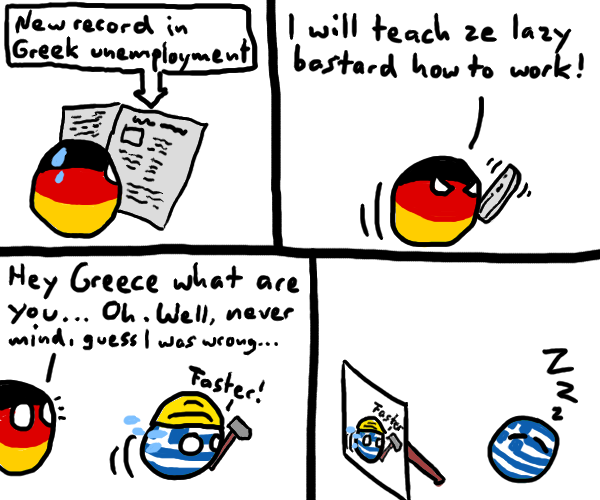
Germanyball dowiaduje się o rekordowo wysokim bezrobociu w Grecji. Udaje się więc na inspekcję, gdzie okazuje się, że Greeceball ciężko pracuje. Tak naprawdę pracujący Greeceball jest atrapą, a prawdziwy śpi. Jest to satyra na wyjątkowo wysokie bezrobocie w Grecji.
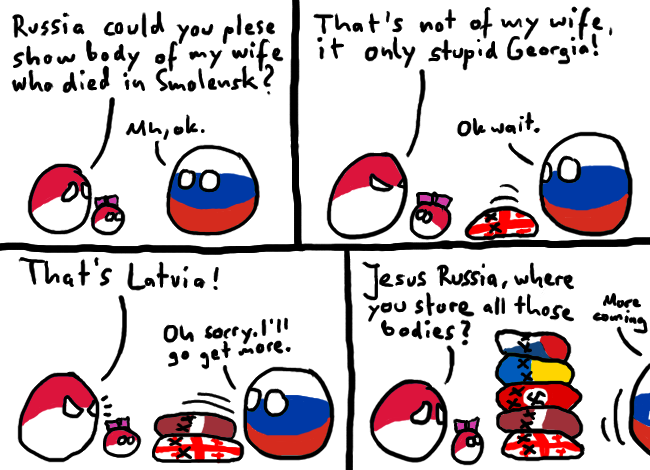
Polandball chce zobaczyć ciało ofiary katastrofy smoleńskiej, jednak Russiaball wciąż się myli i przynosi ciała swoich kolejnych ofiar (między innymi wojna w Donbasie, wojna w Osetii Południowej).
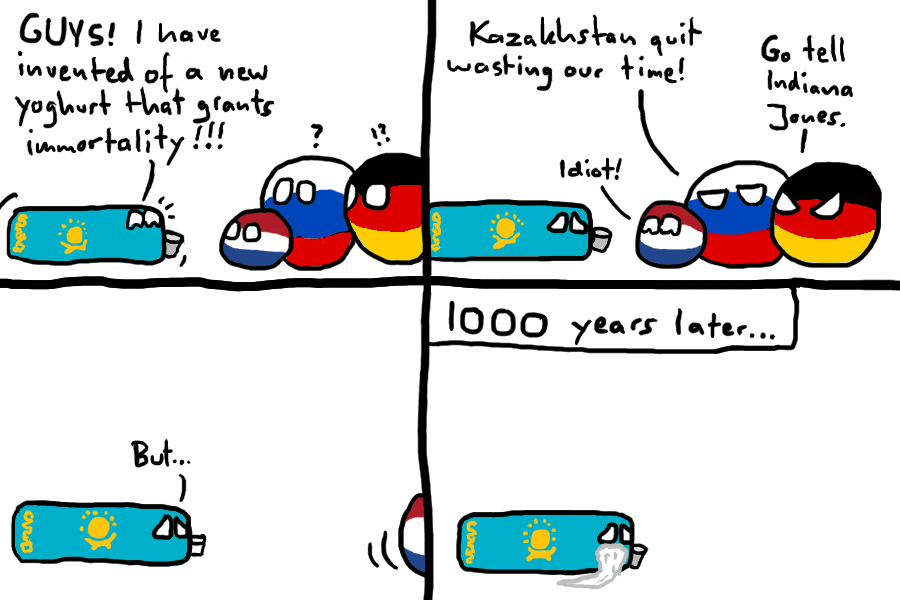
Przykład memu niezwiązanego z żadnymi wydarzeniami politycznymi lub historycznymi – Kazakhbrick chwali się światu tym, że wynalazł jogurt zapewniający nieśmiertelność. Zostaje wyśmiany i jest mu smutno. On jednak je swój jogurt i tysiąc lat później jest ostatnim z państw, które przetrwały.
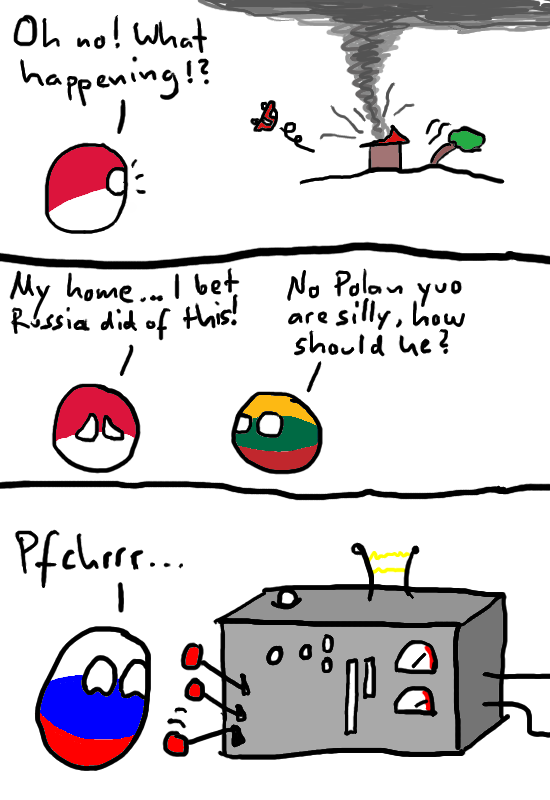
Tornado niszczy dom Polandballa, który oskarża o to Russiaballa. Zostaje wyśmiany, po czym okazuje się, że miał rację.
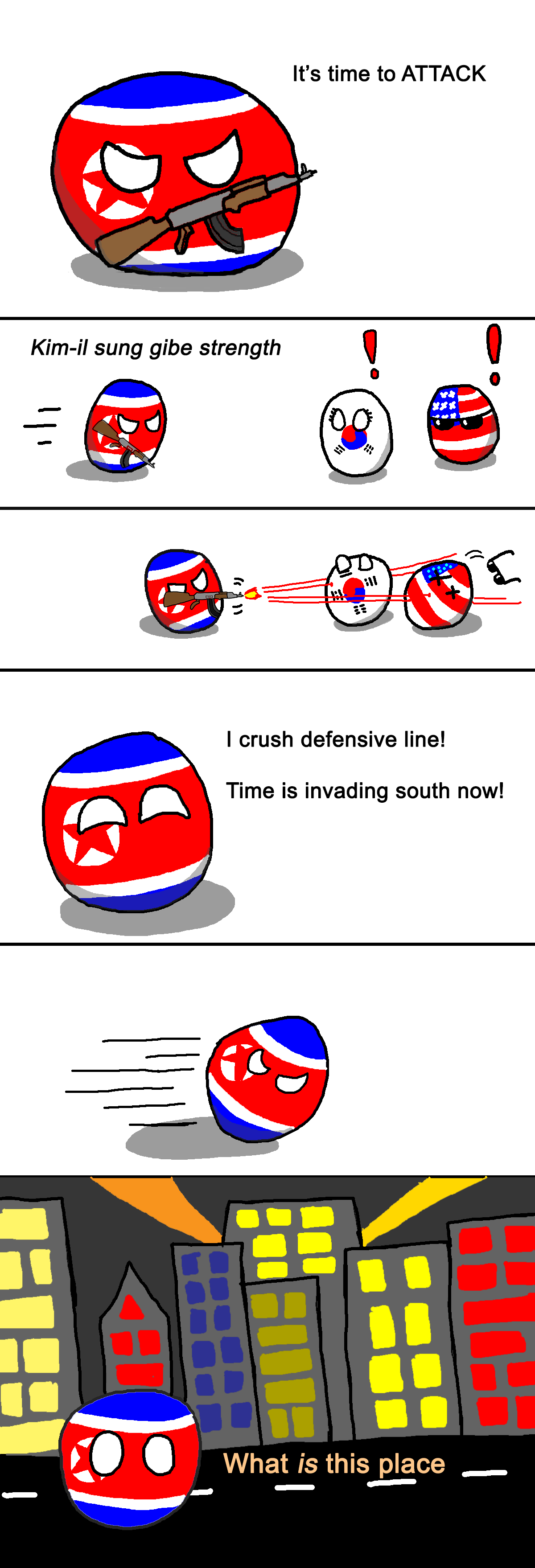
North Koreaball atakuje South Koreaballa i USAballa, po czym zatrzymuje się zdezorientowany tym, jak wielki i zaawansowany technologicznie jest Seul.
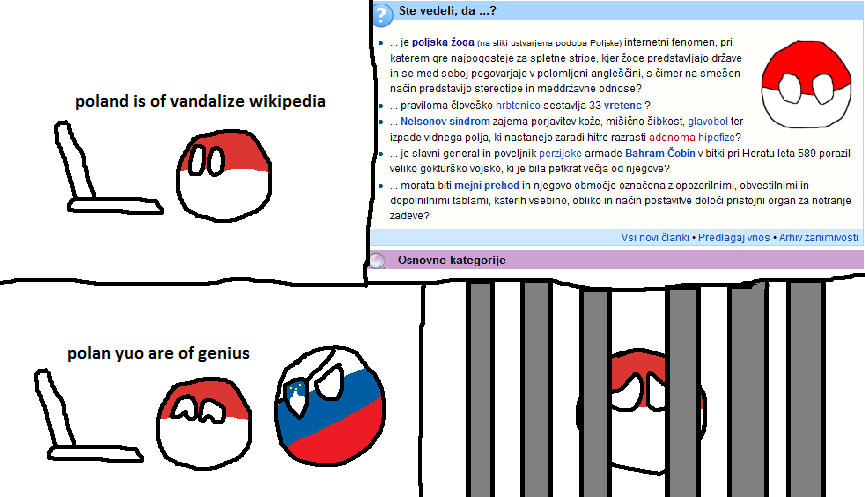
Polandball bardzo chce trafić na słoweńską Wikipedię
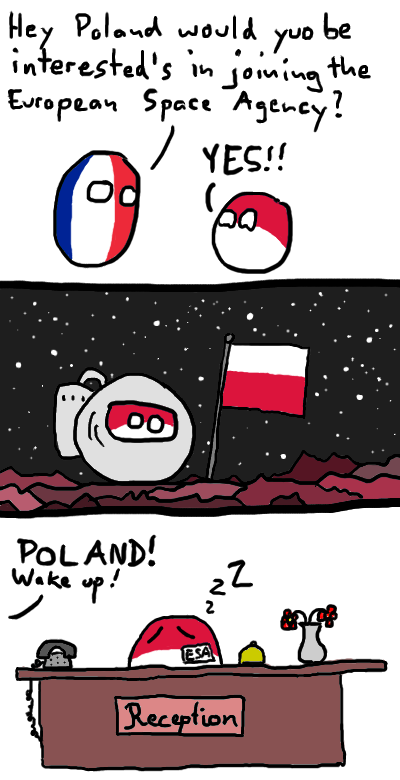
Przykładowy komiks kończący się zdaniem Poland cannot into space. Historia odnosi się do przyłączenia się Polski do Europejskiej Agencji Kosmicznej w 2012 roku

## Countryhumans

Gif z USA przedstawionym jako countryhuman

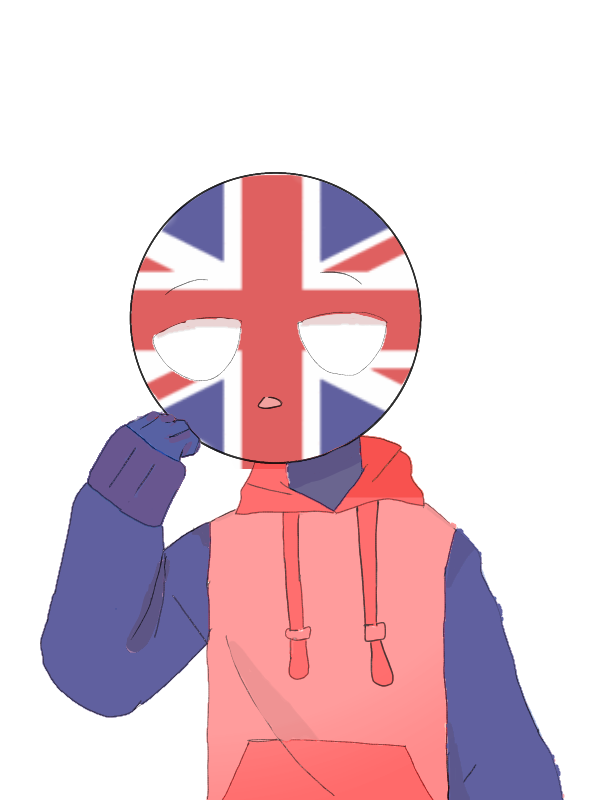
Wielka Brytania jako countryhuman

Zbliżonym zjawiskiem do countryballi są countryhumans, czyli postacie z ludzkimi ciałami i countryballami zamiast głów. 

### Kontrowersje
Z fandomem countryhumans wiąże się wiele kontrowersji.

#### Stereotypy narodowe i rasowe
Fandom countryhumans jest uznawany za kontrowersyjny ze względu na wykorzystywanie stereotypów narodowych (często uznawanych za rasistowskie) jako charakterów postaci. Najpopularniejszymi countryhumans są: USA, Kanada, Wielka Brytania, Francja, Niemcy, Rosja, Polska, Japonia i Chiny, zaś państwa Afryki oraz inne kraje z niebiałą populacją są często przedstawiane przy użyciu rasistowskich stereotypów. 

#### Fetyszyzowanie i stereotypizacja osób LGBTQIA+
Shipowanie, czyli tworzenie fikcyjnych związków postaci, występuje w każdym fandomie, a w przypadku fandomu countryhumans czesto spotyka się z negatywnym odbiorem ze względu na fetyszyzowanie osób LGBTQIA+ (większość związków countryhumans to związki jednopłciowe), zwłaszcza homoseksualnych mężczyzn, a także promowanie krzywdzących stereotypów na temat związków osób LGBTQIA+. 

#### Szkodliwe przedstawianie państw totalitarnych
Z krytyką spotkało się także przedstawianie countryhumans opartych na III Rzeszy i ZSRR jako uroczych i śmiesznych, ponieważ jest to uznawane za brak szacunku wobec ofiar II wojny światowej oraz lekceważenie wydarzeń historycznych uznawanych za tragiczne. 